# Kalvarienberg Poxau

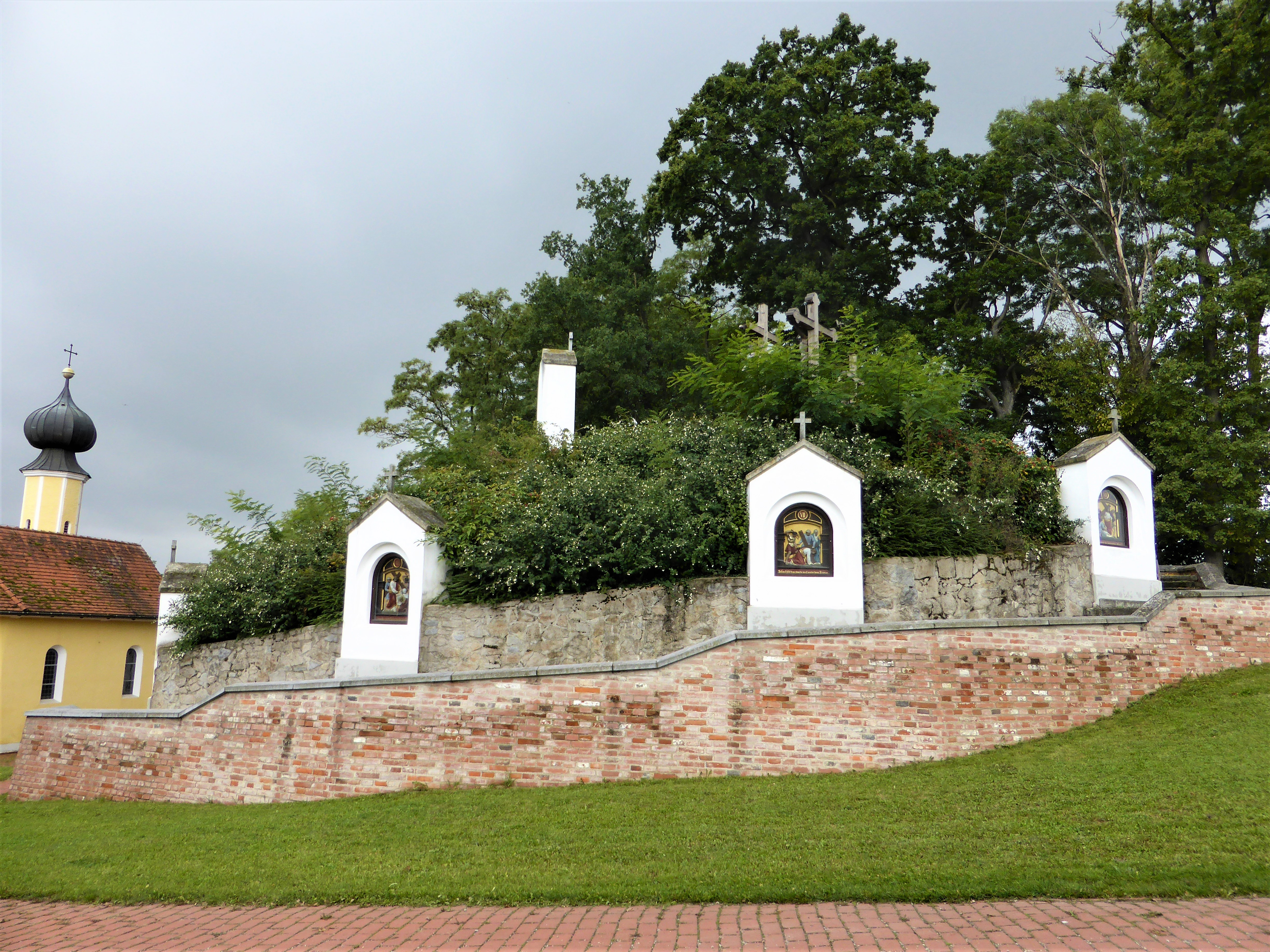
Kalvarienberg Poxau

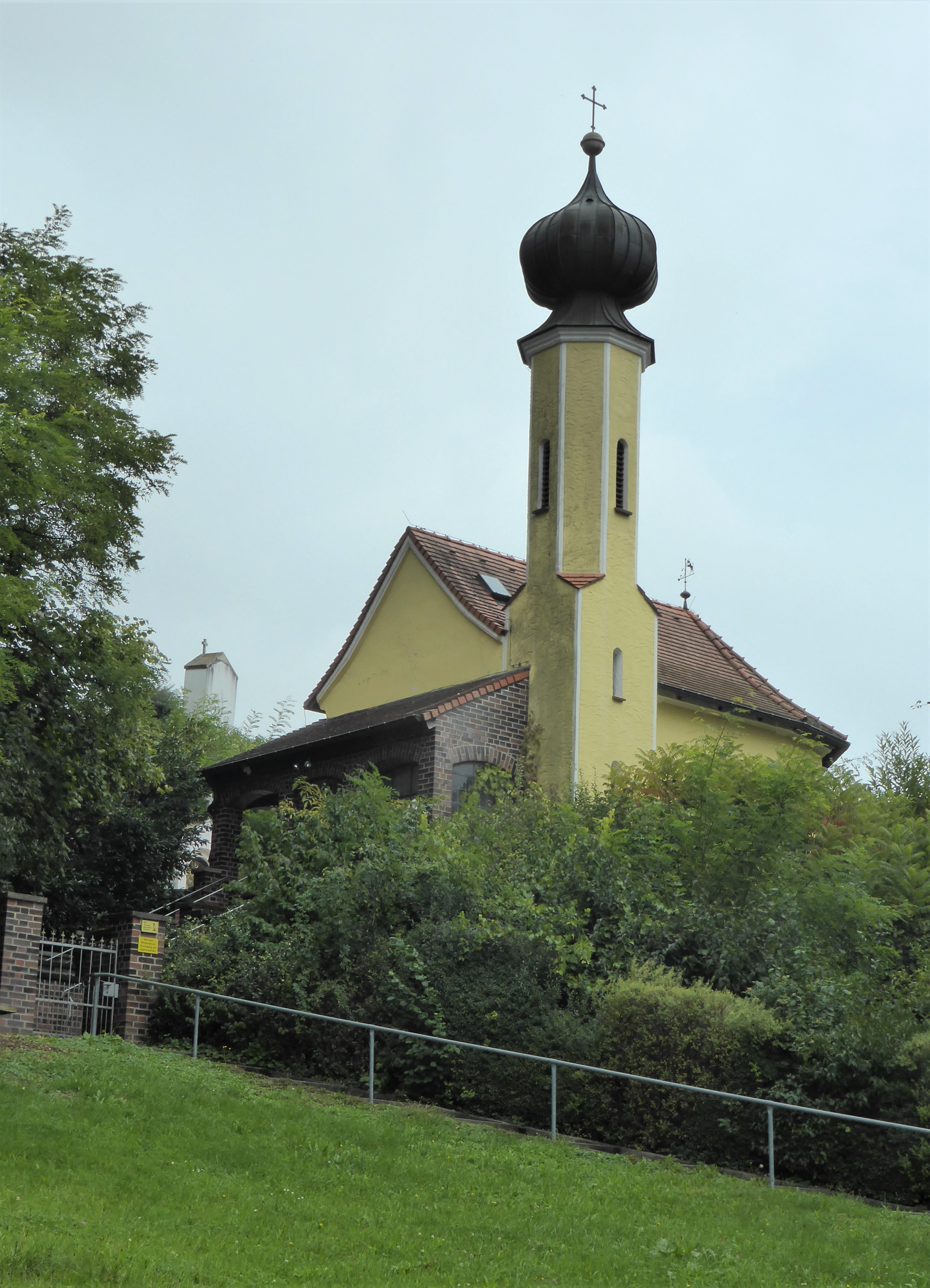
Kalvarienbergkapelle Poxau (2022)

Der Kalvarienberg Poxau befindet sich in dem gleichnamigen Ort an der Stelle des ehemaligen Turmhügels Poxau. Die Anlage ist unter der Aktennummer D-2-79-126-51 als denkmalgeschütztes Baudenkmal von Poxau verzeichnet. Die Kapelle gehört als Nebenkirche zum Dekanat Frontenhausen-Pilsting im Bistum Regensburg.
Die Kalvarienbergkapelle stammt von 1735. Im 18. Jahrhundert wurde der Burghügel zu einem Kalvarienberg umgebaut. Der Berg mit einer Kreuzgruppe und die Kapelle mit Heiligem Grab waren lange Zeit Ziel vieler Wallfahrer. Die Anlage besteht aus 14 Kreuzwegstationen, wobei sich die letzte, das Heilige Grab, in einer Krypta unterhalb der Kalvarienbergkapelle befindet. Die Kapelle ist zu Ehren der Schmerzhaften Mutter Gottes geweiht. Am 15. September 2015 wurde der Kalvarienberg in Poxau nach langer Renovierung neu eingeweiht. 